# Матуридизм
Матуридизм (араб. الماتريدية — аль-матурідія) — філософська течія в ісламі, одна з сунітських шкіл калама, що з'явилася на початку X століття. Епонімом течії є Абу Мансур аль-Матуріді (помер 944 р.), який використовував «доводи розуму» і каламічиські докази у суперечках з мутазалітами і джахмитами.
Вчення та ідеї аль-Матуріді багато в чому схожі (з деякими застереженнями) з поглядами свого сучасника — Абуль-Хасана аль-Ашарі, але достовірні відомості про їхнє особисте знайомство відсутні.
Матуридизм остаточно сформувався в XIII столітті, а найбільше поширення і вплив отримав у часи Османського панування в мусульманському світі. Матурідізм прийнятий більшістю ханафітів як доктринальні основи віри.

## Історія
Засновник
Засновником матуридизму є Абу Мансур аль-Матуріді, повне ім'я якого Абу Мансур Мухаммад ібн Мухаммад ібн Махмуд аль-Матуріді ас-Самарканді. Він народився в самаркандській махаллі Матурід. Точної дати народження аль-Матуріді невідомо, також немає відомостей про його вчителів і наставників, лише деякі згадують кілька його шейхів, начебто Насира або Насра ібн Ях'ї аль-Балх і Мухаммада ібн Мукатиля ар-Разі. Матуридити називають аль-Матуріді «Імамом мутакаллімів» (імам аль-мутакаллімін).
Аль-Матуріді був сучасником іншого відомого богослова-мутакалліма — Абуль-Хасана аль-Ашарі. Його ідеї багато в чому стикалися з ідеями аль-Ашарі, однак достовірних повідомлень про їх зустрічі або листування немає.
Період раннього формування (994—1100 рр.)
Після смерті аль-Матуріді розвитком його ідей і доктрин стали займатися безпосередньо його учні і послідовники в Самарканді. Ними були написані основні трактати матуридитів, а також праці з основ фікга ханафійського мазгабу (більшість матуридитів є ханафітами). Саме тут, у Середній Азії, матуридизм отримав найбільше поширення, і став офіційною філософською школою місцевих релігійних діячів та богословів.
Найвідоміші матуридити цього періоду: Абуль-Касим Ісхак ібн Мухаммад ібн Ісмаїл аль-Хакім ас-Самарканді, відомий як Абуль-Касим аль-Хакім (помер у 342 р. х./953 році), і Абу Мухаммад Абд аль-Карім ібн Муса ібн Іса аль-Баздаві (помер у 390 р. х./999 році).
Також варто згадати Абу аль-Юсра аль-Баздаві (Мухаммад ібн Мухаммад ібн аль-Хусейн ібн Абд аль-Карім; 1039—1099), відомого як аль-Каді ас-Садр, який був шейхом ханафітів після свого старшого брата Алі аль-Баздаві (нар. у 1039). Він навчався у свого батька, який навчався у його діда Абд аль-Каріма аль-Баздаві, який був учнем Абу Мансура аль-Матуріді. Його учнями були: його син Абу аль-Маані Ахмад, Наджм ад-Дін Умар ібн Мухаммад ан-Насафі (автор трактату аль-Акаід ан-Насафія, 1068—1142) та інші.
Період остаточного становлення (1100—1300 рр.)
Цей період ознаменувався тим, що повністю сформувалися матуридинські ідеї. Послідовниками аль-Матуріді була написана велика кількість богословських праць, які докладно розглядають переконання цієї філософської школи.
Найяскравіші представники тієї пори:
- Абуль-Муайян ан-Насаф (1046—1115), повне ім'я: Маймун ібн Мухаммад ібн Мутамид ан-Насафі аль-Макхулі. Нісба «ан-Насафі» через те, що він народився в місті Насаф, який розташований між Амудар'єю і Самаркандом. Абуль-Муайян вважається найбільшим матуридитським богословом, проте відсутні відомості про його наставників і шейхів. Як говорить доктор Фатхуллах Халіф, Абуль-Муайян ан-Насафі займає серед матуридитів таке ж положення, яке займають аль-Газалі та аль-Бакіллані серед ашаритів. Його перу належать книги Табсірат аль-адилля, яка вважається найкращою книгою про матуридитський мазхаб після «Книги єдинобожжя» самого аль-Матуріді, і Бахр аль-калам, в якому він розглядає різні філософські питання. Він помер 22 травня 1115 року (25 зуль-хіджа 508 р. х.) у віці 70 років.
- Наджмуддин Умар ан-Насафі (1069—1142), повне ім'я: Абу Хафс Надж ад-Дін Умар ібн Мухаммад ібн Ахмад Ісмаїл ан-Насафі аль-Ханафі ас-Самарканді. Навчався у більш ніж п'ятисот шейхів; був учнем Абуль-Юсра аль-Баздаві і Абдуллаха ібн Алі ібн Іси ан-Насафі. Наджм ад-Дін ан-Насафі є автором близько сотні різних праць, серед них книга Маджма аль-улум, ат-Тайсір фі тафсир аль-Куран, ан-Наджах фі шарх кітаб Ахбар ас-Сихах (пояснення до Сахиху аль-Бухарі), аль-Акаід ан-Насафія (одна з найбільш важливих матуридитських трактатів, є скороченим варіантом книги Абуль-Муайяна ан-Насафі Табсірат аль-адилля). Наджм ад-Дін ан-Насафі помер у Самарканді у четвер, 2 грудня 1142 року[5] (12 джумада аль-уля 537 р. х.).

Період поширення (1300—1900)

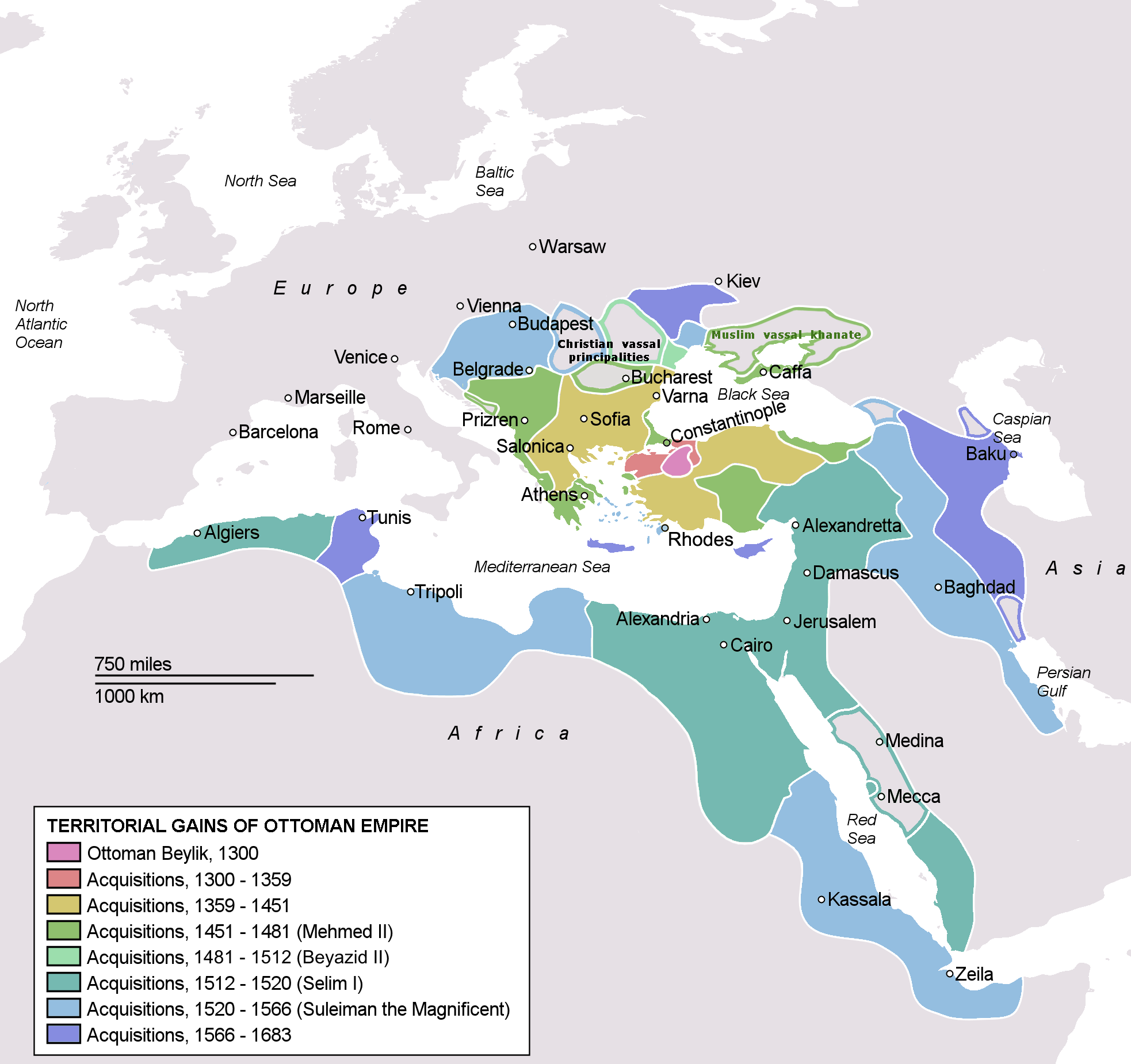
Найбільший вплив матуридити отримали під час Османської імперії.

Найбільший вплив матуридити отримали у часи Османської імперії.
Завдяки тому, що Османські султани були прихильниками матуридитського віропереконання, матуридизм отримав широке розповсюдження серед мусульман всієї Османської імперії. З відомих представників матуридизма в цю епоху можна відзначити аль-Камаля ібн аль-Хаммама, автора книги «аль-Мусаяра фі-ль-Акаїд аль-Манджія фі-ль-Ахира», яка донині викладається в деяких ісламських університетах.
В цей період на Індійському субконтиненті з'явилося кілька матуридитських течій:
- Деобандити (англ. Deobandi) — релігійна течія ханафітів-матуридитів. Назва «деобанд» отримана на честь індійського міста Деобанд, в якому розташований центр «Даруль-Улюм Деобанд». Рух засновано 30 травня 1866 року (рік відкриття Дараль-Улум), натхненне індійським богословом Валіуллахом Дехлеві. Представники деобандитської школи приділяють багато уваги хадисоведенню, ними написано значну кількість праць з цієї дисципліни. У деобандитів поширений культ шанування могил, що знайшло відображення в їх релігійних трактатах, наприклад, у книзі Халіля Ахмада ас-Сахаранфурі «аль-Муханнад аля аль-Муфаннад».
- Барелвіти — рух, заснований Ахмедом Разі-ханом Барелві (англ. Ahmed Raza Khan Barelvi). Барелвіти є противниками деобандитів.
- Кавсаріти — рух, заснований шейхом Мухаммадом Захід аль-Кавсарі. Кавсаріти засуджують деяких сунітських імамів минулого, називають їх муджасимітами і мушаббихітами (додають тіло Аллаху ). Такі сунітські книги, як «Таухіда» Ібн Хузаймі, «аш-Шаріа» аль-Лялякаі, «ас-Сифат» аль-Байхакі, «аль-Улув» аз-Захабі, аль-Кавсарі називав книгами «уподобленців» (див. коментарі аль-Кавсарі до книги аль-Байхакі «ас-Сифат»).

## Основні догмати і принципи
Філософія аль-Матуріді і його погляди в цілому близькі до переконань Абуль-Хасана аль-Ашарі (епонім ашаритів), який був його сучасником. Обидва філософи розробили свої доктрини у відповідь на єретичні погляди мутазалитів. Відмінності між цими школами полягають у питаннях про «буття Боже», в якому аль-Матуріді дозволяв, крім одкровення, спиратися на розум, але в той же час він визнавав, що Божих велінь розумом осягнути неможливо.
Доводи розуму
В плані надання авторитетності «доводів розуму» матурідіти були схожі з мутазалитами, але на відміну від них не впадали у крайнощі. В питанні про «Божественний промисел» матурідіти займають середню позицію між ашаритами, які забороняють обговорювати це, і мутазалитами, на думку яких Бог творить за певним задумом і творить тільки хороше. Вони вважали, що Бог творить за своїм задумом, але нікому не звітує і робить те, що захоче.
Свобода волі
В питанні про свободу волі людини і ашарити, і матурідіти наблизилися до відречення вільної волі — джафаритам. Ашарити вважали, що всі справи людські створені Богом і втілюються, якщо діяння та бажання людини з'єднуються з Божою волею (касб). Матурідіти визнавали ашаритський касб, однак говорили, що Аллах втілює в життя те, що виходить від вибору самої людини, тобто людина сама здійснює вчинок, але за допомогою Божої сили.
Споглядання Бога

Матурідіти, на відміну від мутазалітів, визнають, що праведники отримають можливість побачити Аллаха в раю, але не описують як це буде відбувається. У цьому вони спираються на аят 75:22, 23:
Деякі обличчя у той день будуть сяючими, дивлячись на Господа свого.
Коран
Матурідіти вважають Коран не створеним Божим словом, проте чорнило, яким він написаний, і папір, на якому він записаний, є створеними. Джерело Корану — сам Бог, він може розмовляти, а Коран є словом.
Про мусульман-грішників

Матурідіти переконані, що мусульманин, який не покаявся за свої гріхи, не залишиться у пеклі навіки. Тобто покарання повинно бути відповідним гріху, і тому Бог (Аллах) не повинен карати віруючого і невіруючого грішника однаковим чином — вічними муками в пеклі. У цьому аль-Матуріді схилявся на аят 6:160:
Хто явиться з добрим діянням, той отримає десятикратну нагороду. А хто явиться зі злим діянням, той отримає тільки відповідну заплату, і з ними не вчинять несправедливо.